# Verwaltungsgemeinschaft Oebisfelde-Calvörde
Die Verwaltungsgemeinschaft Oebisfelde-Calvörde war eine Verwaltungsgemeinschaft im Landkreis Börde in Sachsen-Anhalt.
Wegen der Gemeindegebietsreform in Sachsen-Anhalt wurde diese VG am 1. Januar 2010 aufgelöst und bildete einen Teil der neuen Stadt Oebisfelde-Weferlingen sowie der neuen Verbandsgemeinde Flechtingen.

## Geschichte
Die Verwaltungsgemeinschaft Oebisfelde-Calvörde entstand am 1. Januar 2005 aus dem Zusammenschluss der Verwaltungsgemeinschaft Calvörde und der Verwaltungsgemeinschaft Oebisfelde.

## Die ehemaligen Mitgliedsgemeinden mit ihren Ortsteilen
- Berenbrock mit Elsebeck, Lössewitz und Damm-Mühle
- Bösdorf
- Flecken Calvörde
- Dorst
- Eickendorf mit Maschenhorst
- Etingen mit Keindorf
- Grauingen mit Kolonie Mannhausen
- Kathendorf
- Klüden
- Mannhausen mit Piplockenburg, Kämkerhorst und Kolonie Langehorst
- Stadt Oebisfelde mit Bergfriede, Bleuenhorst, Breitenrode, Buchhorst, Frankenfelde, Gehrendorf, Hopfenhorst, Lockstedt, Niendorf, Wassensdorf und Weddendorf
- Rätzlingen
- Velsdorf
- Wegenstedt mit Kolonie Wegenstedt
- Wieglitz mit Ellersell
- Zobbenitz